# 布勞恩山 (汝拉山)
47°27′42″N 7°30′55″E / 47.46167°N 7.51528°E

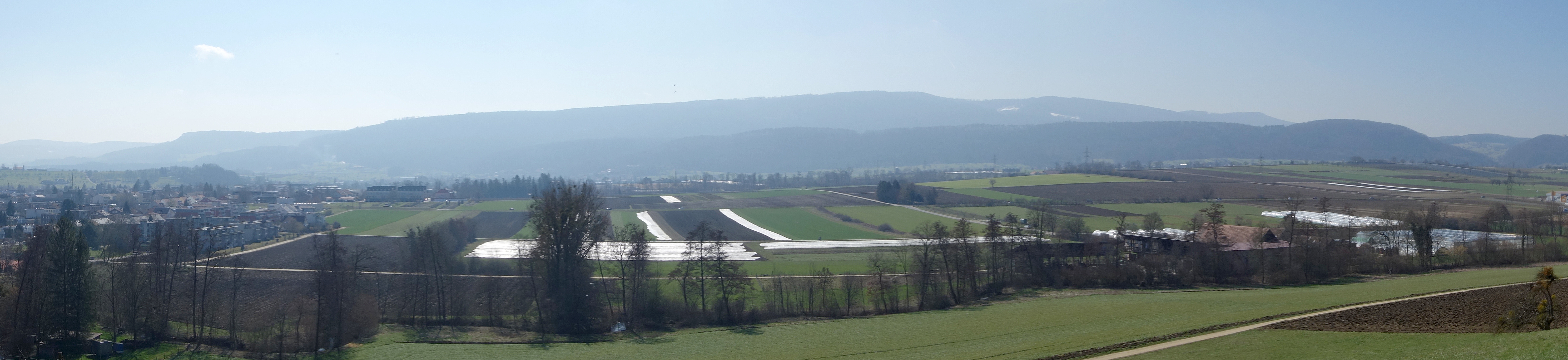

布勞恩山（Blauen），是瑞士的山峰，位於該國北部，由索洛圖恩州負責管轄，屬於汝拉山的一部分，海拔高度837米，每年平均降雨量1,742毫米，山體由石炭岩組成。